# Nyctemera rasana
Nyctemera rasana là một loài bướm đêm thuộc phân họ Arctiinae, họ Erebidae.